# Мейер, Курт
Курт Адольф Вильгельм Мейер (нем. Kurt Adolf Wilhelm Meyer; 23 декабря 1910, Йерксхайм — 23 декабря 1961, Хаген) — немецкий военный деятель, офицер войск СС, бригадефюрер СС и генерал-майор войск СС, кавалер Рыцарского креста Железного креста с Дубовыми листьями и Мечами.

## Биография

### Происхождение
Курт Мейер родился 23 декабря 1910 года в семье фабричного рабочего Отто Мейера (четырежды ранен во время Первой мировой войны, умер в 1928 году, скорее всего, от туберкулёза).
Курт получил начальное образование, затем и некоторое торговое образование. В 1928-29 годах короткое время работал шахтёром и фабричным рабочим. Оставшись без работы, долго не мог найти себе место и лишь в 1 октября 1929 поступил в земельную полицию Мекленбурга. С 1930 года член СА. 1 сентября 1930 года вступил в НСДАП (партийный билет № 316 714), 15 октября 1931 года — в СС (служебное удостоверение № 17 559) с зачислением в 22-й штандарт СС в Шверине.
С 15 мая 1934 г. был переведён в Лейбштандарт СС «Адольф Гитлер» и 10 марта 1935 произведён в оберштурмфюреры СС. С сентября 1936 года — командир 14-й (противотанковой) роты. В 1936 году спровоцировал потасовку во время попойки и его чуть было не уволили из полка, но Дитрих оставил его из-за беременной жены. С 6 по 12 января 1938 г. учился в армейской сапёрной школе «Клаусдорф».

### Участие во Второй мировой войне
Во главе своей роты участвовал в польской кампании. 7 сентября 1939 года получил ранение. С 1 октября 1939 года — командир 15-й мотоциклетной роты полка. Далее воевал в Бельгии и Франции. 1 сентября 1940 мотоциклетная рота была развёрнута в разведывательный батальон и Мейер, произведённый в штурмбаннфюреры СС, был назначен его командиром.
Во время Балканской кампании 14-15 апреля 1941 захватил стратегически важный город Кастория, где взял 1 тыс. пленных, за что 18 мая 1941 был награждён Рыцарским крестом Железного креста. Отличился также при взятии Клиссурского перевала. Судя по его мемуарам (книга «Гренадеры»), это случилось так: солдаты Мейера залегли под плотным пулемётным огнём противника, и он был вынужден бросить в них гранату, после чего тем пришлось покинуть укрытия, пойти в атаку и взять перевал. По итогам данной операции он первым из офицеров бригады «Лейбштандарт» получил Рыцарский крест. Ходит также история, что во время боя против греческого 88-го пехотного полка Мейеру удалось добиться результата с минимальными потерями: единственным из обескураженных солдат в бой вступил только полковник Грегориос Хондрос, пошедший в рукопашную и погибший в бою.
С июня 1941 воевал на советско-германском фронте. Возглавляя разведку (разведывательный батальон) дивизии СС «Адольф Гитлер», Мейер отличался решительными и быстрыми действиями с широким использованием танков, за что получил большую известность в войсках и прозвище «Panzermeyer» («Бронированный Мейер»). (Другая история прозвища «Panzermeyer» гласит что Мейер это прозвище получил ещё будучи подростком. Однажды его друг хотел в шутку вспугнуть Мейера. Шутка не удалась, и Мейер упал с крыши дома. По удачному стечению обстоятельств ему удалось пережить падение с большой высоты. После того друзья начали его называть «Panzermeyer»). 8 февраля 1942 награждён Германским крестом в золоте. 9 ноября 1942 произведён в оберштурмбаннфюреры СС.
За успехи во время сражения за Харьков 23 февраля 1943 получил дубовые листья к Рыцарскому кресту. Затем недолго командовал полком танковой школы в Вюнсдорфе. После окончания тридцатидневных курсов полковых командиров (в августе 1943 года) направлен в 12-ю танковую дивизию СС «Гитлерюгенд» в качестве командира 25-го моторизованного полка СС.
После того как в Нормандии погиб Фриц Витт, Мейер 16 июня 1944 принял командование этой дивизией. Был самым молодым дивизионным командиром не только войск СС, но и всех немецких вооружённых сил. 1 августа 1944 произведён в оберфюреры СС и 27 августа 1944 награждён Рыцарским крестом с дубовыми листьями и мечами.
Во время боёв в Нормандии его подчинённые 7-8 июня 1944 расстреляли в районе Арденнского аббатства 64 безоружных канадских и английских пленных. 6 сентября 1944 был тяжело ранен и взят в плен бельгийскими партизанами, которые передали его представителям американского командования.

### Конец жизни

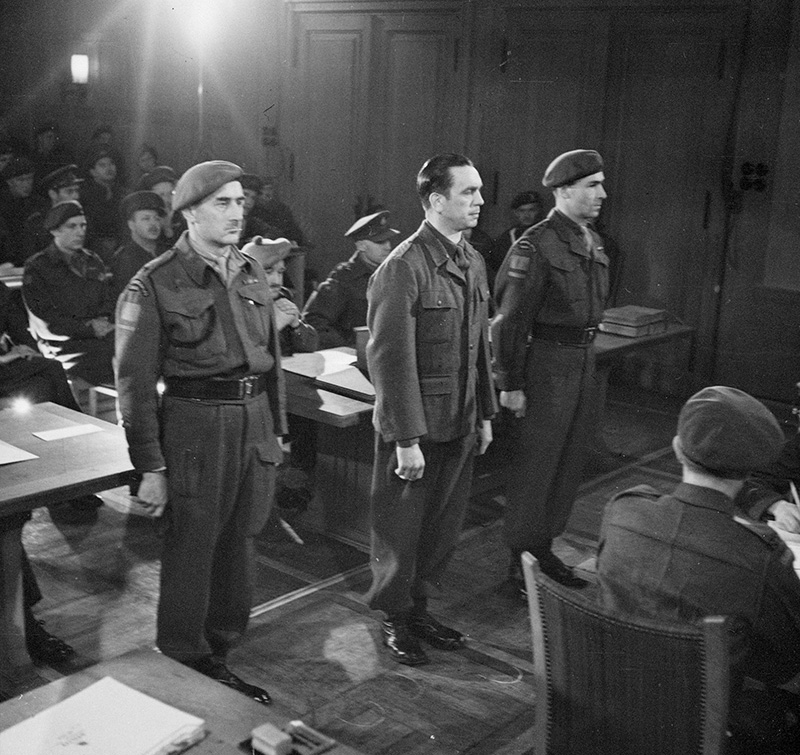
Суд, 1945 год

Куртом Мейером была написана книга мемуаров «Гренадеры», которая была издана в России двумя издательствами под названием «Немецкие гренадеры». В ней он лично описывает обстоятельства своего пленения следующим образом:

6 сентября 1944 года, примерно в полдень, во время отступления, колонна дивизионного штаба, состоявшая из трёх «Фольксвагенов», напоролась на двигавшееся во встречном направлении по той же дороге, танковое подразделение американской армии. Первый «кюбельваген» был уничтожен выстрелом из пушки американского танка, при этом был убит гауптштурмфюрер СС Хайнцельман. Мейер и его спутники бросили машины и попытались скрыться в деревне Дюрналь, в которой собственно и произошло боестолкновение. Но выбраться из деревни было невозможно, так как она располагалась в лощине, и сразу за домами начинался резкий подъём — американцы видели бы беглецов как на ладони. Мейер и ещё один офицер СС — Макс Борнхефт спрятались в одном из курятников, где их обнаружили местные жители. Мейер и Борнхефт бежали и попытались спрятаться на кладбище, но там их обнаружили бельгийские полицейские и партизаны, которые обстреляли их. Отстреливаясь, Мейер с товарищем почти вырвались из кольца окружавших их партизан, но тут одна из пуль попала в Борнхефта. Он остался на дороге раненый в бедро, а Мейер забежал в один из дворов и попытался спрятаться в хлеву, но его обнаружил один из партизан — 14-летний мальчишка. Партизаны обстреляли хлев и обещали забросать его гранатами. Мейер, будучи в безвыходной ситуации, сдался. Его задержали, посадили на ночь в церковный подвал, а наутро 7-го сентября передали американцам. Американцы сорвали с бригадефюрера Рыцарский крест и один из них жестоко избил его прикладом карабина и напоследок ударил стволом в голову, повредив один из крупных сосудов. От окончательной расправы истекающего кровью Мейера спас американский лейтенант, чья мать была немкой. Мейера и Борнхефта отправили в Намюр, где Борнхефта застрелили бельгийцы. Сам Мейер чудом спасся от опознания его как эсэсовца и неминуемой расправы, уничтожив свои документы и представившись полковником 2-й танковой дивизии Вермахта (вероятно ему помогло то, что он был одет в камуфляжный костюм без каких либо знаков различия, предположительно сшитый из трофейной итальянской ткани — то есть не похожий по расцветке на эсэсовский). Затем он был перемещён в лагерь для военнопленных.

В декабре 1945 года Мейер был приговорён к смертной казни канадским трибуналом по обвинению в убийстве канадских военнопленных. Впоследствии смертная казнь была заменена пожизненным заключением. 7 сентября 1954 года помилован, работал на пивоваренном заводе в Хагене.
Мейер был членом ХИАГ, опубликовал воспоминания под названием «Гренадеры» (1957).
В июле и в ноябре 1961 года он перенёс сердечные приступы, умер от разрыва сердца в Хагене.

## Чины и награды

### Чины
- Штурмфюрер СС (10 июля 1932)
- Оберштурмфюрер СС (10 марта 1935)
- Гауптштурмфюрер СС (12 сентября 1937)
- Штурмбаннфюрер СС (1 сентября 1940)
- Оберштурмбаннфюрер СС (9 ноября 1942)
- Штандартенфюрер СС (21 июня 1943)
- Оберфюрер СС (1 августа 1944)
- Бригадефюрер СС и генерал-майор войск СС (1 сентября 1944)

### Награды
- Железный крест (1939)
  - 2-й степени (25 сентября 1939)
  - 1-й степени (31 мая 1940)
- Медаль «За зимнюю кампанию на Востоке 1941/42» (4 сентября 1942)
- Нагрудный штурмовой пехотный знак в бронзе
- Орден «За храбрость» 4-й степени 1-го класса (Болгария)
- Немецкий крест в золоте (8 февраля 1942) — штурмбаннфюрер СС, командир разведывательного батальона СС «Лейбштандарт СС Адольф Гитлер»
- Рыцарский крест Железного креста с Дубовыми листьями и Мечами
  - Рыцарский крест (18 мая 1941) — штурмбаннфюрер СС, командир разведывательного батальона СС «Лейбштандарт СС Адольф Гитлер»
  - Дубовые листья (№ 195) (23 февраля 1943) — оберштурмбаннфюрер СС, командир разведывательного батальона СС «Лейбштандарт СС Адольф Гитлер»
  - Мечи (№ 91) (27 августа 1944) — оберфюрер СС, командир 12-й танковой дивизии СС «Гитлерюгенд»
- Упоминался в Вермахтберихт (29 июня 1944)